# Callipterinella
Callipterinella är ett släkte av insekter som beskrevs av Van der Goot 1913. Enligt Catalogue of Life ingår Callipterinella i familjen långrörsbladlöss, men enligt Dyntaxa är tillhörigheten istället familjen borstbladlöss.
Kladogram enligt Catalogue of Life och Dyntaxa:
| Callipterinella | \| \| Callipterinella calliptera \| \| \| \| \| \| Callipterinella minutissima \| \| \| \| \| \| Callipterinella tuberculata \| \| \| \| |
|                 | \| \| Callipterinella calliptera \| \| \| \| \| \| Callipterinella minutissima \| \| \| \| \| \| Callipterinella tuberculata \| \| \| \| |
|                 | Callipterinella calliptera |
|                 | |
|                 | Callipterinella minutissima |
|                 | |
|                 | Callipterinella tuberculata |
|                 | |